# Microbial Cell
Microbial Cell, abbreviato Microb Cell, è una rivista scientifica mensile pubblicata da Shared Science Publishers . Gli articoli sono liberamente accessibili online tramite Open Access e vengono sottoposti a peer review. Vengono pubblicati articoli originali, di revisione e commenti nei campi della microbiologia, la biologia cellulare e la modellizzazione delle malattie umane utilizzando organismi unicellulari. 
La rivista è diretta da tre redattori capo e cofondatori dal 2014: Frank Madeo (Università di Graz, Austria), Didac Carmona-Gutierrez (Università di Graz, Austria) e Guido Kroemer (Parigi, Francia).
Microbial Cell è indicizzato in PubMed Central, DOAJ e Web of Science, tra gli altri. Il CiteScore (calcolato da Scopus) è stato di 5.4 nel 2019 e di 5.1 nel 2020 .